# Rodborough
Rodborough è una parrocchia civile di 5 176 abitanti del distretto di Stroud, nel Gloucestershire.

## Geografia
Rodborough è costruito su una collina, dove è presente un ex-ademprivio, Rodborough Common, un sito di speciale interesse scientifico donato al National Trust nel 1937 dall'ufficiale della marina ed entomologo Thomas Bainbridge Fletcher. A Rodborough Common è situato Rodborough Fort, un capriccio costruito nel 1761, ora una casa privata.

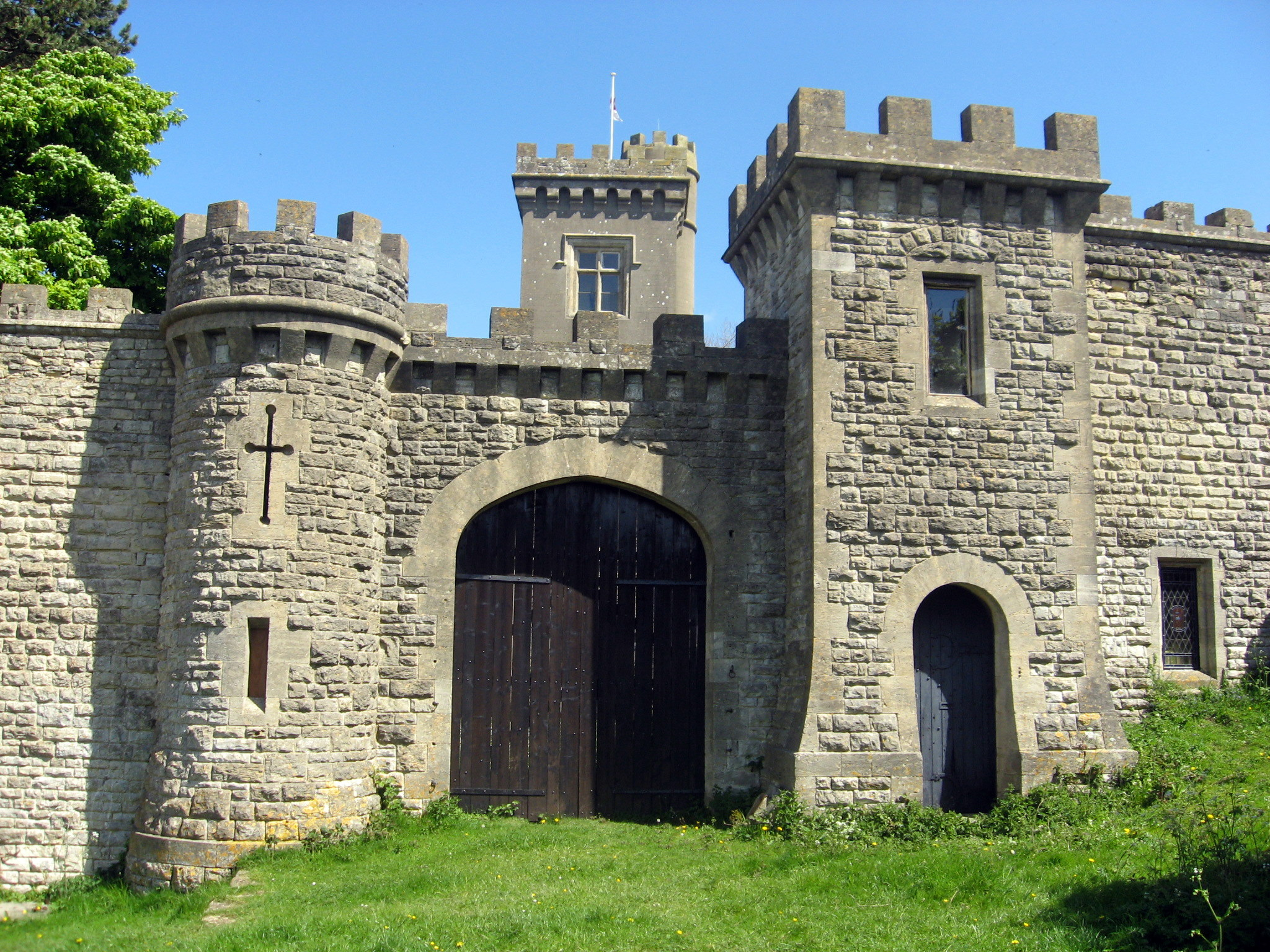
Rodborough Fort